# La noia tallada en dues
La noia tallada en dues (títol original en francès: La Fille coupée en deux) és una pel·lícula francesa dirigida per Claude Chabrol, estrenada el 2007 i doblada al català.

## Argument
Una jove rossa i seductora que treballa en un canal de televisió local provoca un novel·lista d'èxit que no es decideix a deixar la seva esposa.

## Repartiment
- Ludivine Sagnier: Gabrielle Deneige, presentadora meteorologia
- Benoît Magimel: Paul Gaudens
- François Berléand: Charles Saint-Denis, escriptor d'èxit, antic Goncourt
- Mathilda May: Capucine Jamet
- Caroline Sihol: Geneviève Gaudens, la mare de Paul
- Marie Bunel: Marie Deneige, la mare de Gabrielle, llibreter
- Valeria Cavalli: Dona Saint-Denis, la dona de Charles
- Etienne Chicot: Denis Deneige, l'oncle de Gabrielle
- Thomas Chabrol: mestre Lorbach, advocat de la família Gaudens
- Jean-Marie Winling: Gérard Briançon
- Hubert Saint-Macary: Bernard Violet
- Didier Bénureau: Philippe Le Riou, l'amo de Gabrielle a la televisió
- Edouard Baer: ell mateix
- Clémence Bretécher: Joséphine Gaudens

## Premis
2007: Premi "Bastone Bianco" al Festival Internacional de Cinema de Venècia per a Claude Chabrol